# بير بيترسون
بير بيترسون (بالنرويجية: Per Petterson) (و. 1952  م) هو كاتب، ومترجم نرويجي، ولد في أوسلو.

## جوائز
حصل على جوائز منها:
- جائزة دوبلوغ [الإنجليزية]‏ (2015)
- Aschehoug Prize [الإنجليزية]‏ (2015)[4]
- Gyldendal prize  [لغات أخرى]‏ (2011)
- Norwegian Booksellers' Prize [الإنجليزية]‏ (2011)
- جائزة المجلس الشمالي للأدب (2008)
- Neshornprisen  [لغات أخرى]‏، عن عمل: Out Stealing Horses [الإنجليزية]‏ (2002)
- Norwegian Booksellers' Prize [الإنجليزية]‏ (2002)
- October Prize  [لغات أخرى]‏ (1995)
- Språklig Samlings Literature Prize  [لغات أخرى]‏ (1992)
- Sarpsborgprisen  [لغات أخرى]‏ (1986).

## روابط خارجية
- بير بيترسون على موقع IMDb (الإنجليزية)
- بير بيترسون على موقع مونزينجر (الألمانية)